# أنطونيو ايسبوسيتو
أنطونيو ايسبوسيتو (بالإيطالية: Antonio Esposito)‏ (9 سبتمبر 1983 في إيطاليا - ) هو لاعب كرة قدم إيطالي في مركز الوسط. لعب مع نادي فوجيا وسورينتو كالتشيو ‏ وPaganese Calcio 1926 ‏ ويوفي ستابيا.

## وصلات خارجية
- أنطونيو ايسبوسيتو على موقع قاعدة بيانات كرة القدم.إي يو (الإنجليزية)